# Lady Wood
Lady Wood är ett musikalbum av och med Tove Lo, utgivet den 28 oktober 2016 av Island Records. Det är hennes andra album.
Titeln till albumet förklarar hon med att "Lady Wood" är en variant av "Chick with balls", ett av många manliga uttryck. Albumets innehåll speglas mycket av hennes egna erfarenheter av både musik och sex.

## Låtar
| Nr           | Titel                       | Kompositör                                      | Producent               | Längd |
| ------------ | --------------------------- | ----------------------------------------------- | ----------------------- | ----- |
| 1.           | Fairy Dust (Chapter I)      | Tove Nilsson, Jakob Jerlström, Ludvig Söderberg | The Struts              | 0:57  |
| 2.           | Influence (med Wiz Khalifa) | Nilsson, Cameron Thomaz, Jerlström, Söderberg   | The Struts              | 3:44  |
| 3.           | Lady Wood                   | Nilsson, Jerlström, Söderberg, Oscar Holter     | The Struts, Holter      | 3:19  |
| 4.           | True Disaster               | Nilsson                                         | Holter                  | 3:44  |
| 5.           | Cool Girl                   | Nilsson, Jerlström, Söderberg                   | The Struts              | 3:19  |
| 6.           | Vibes (med Joe Janiak)      | Nilsson, Joe Janiak, Jerlström, Söderberg       | The Struts              | 3:46  |
| 7.           | Fire Fade (Chapter II)      | Nilsson, Ilya Salmanzadeh                       | Ilya                    | 0:52  |
| 8.           | Don't Talk About It         | Nilsson, Salmanzadeh                            | Ilya, Rickard Göransson | 3:54  |
| 9.           | Imaginary Friend            | Nilsson, Joel Little, Jerlström, Söderberg      | The Struts, Little      | 4:12  |
| 10.          | Keep It Simple              | Nilsson, Ali Payami                             | Payami                  | 3:51  |
| 11.          | Flashes                     | Nilsson, Oscar Görres                           | OzGo                    | 4:16  |
| 12.          | WTF Love Is                 | Nilsson, Jerlström, Söderberg                   | The Struts              | 3:41  |
| Total längd: | Total längd:                | Total längd:                                    | Total längd:            | 39:35 |